# Bunsoh
Bunsoh est une commune allemande du Schleswig-Holstein, située dans l'arrondissement de Dithmarse (Kreis Dithmarschen), à 15 kilomètres à l'est de la ville de Heide. Bunsoh est l'une des 24 communes de l'Amt Mitteldithmarschen (« Moyenne-Dithmarse ») dont le siège est à Meldorf.

## Jumelage
- Manneville-sur-Risle (France)[1]